# 1946 في السعودية
تحتوي هذه المقالة على أهم الأحداث التي شهدتها السعودية في 1946، إضافة إلى أهم الشخصيات السعودية التي وُلدت أو تُوفيت في هذه السنة.

## السياسة

### الحكم
الملك: عبد العزيز بن عبد الرحمن آل سعود

## أحداث
- صدور نظام الغرفة التجارية الصناعية بجدة وهي مؤسسة تعمل على تحسين التجارة والصناعة في البلاد وحمايتها من التنافس الأجنبي، ونتيجة لتوسع الأعمال والأنشطة التجارية ونموها صدر المرسوم الملكي رقم 5703/5/22/10 وتاريخ 11/07/1373هـ القاضي بإنشاء وزارة التجارة، وعهد إليها بتنظيم التجارة الداخلية وخارجية وتنمية التجارة.

### يناير
- 10: وصول الملك عبد العزيز آل سعود لمصر في أول زيارة تاريخية.[1]

### مارس
- 19: الملك عبد العزيز يستقبل في الرياض لجنة التحقيق الأنجلو-أمريكية المختصة بدراسة الوضع في فلسطين.[2][3]
- 29: تأسيس شكرة مساهمة كبرى تحت عنوان الشركة الوطنية السعودية للكهرباء بالرياض وصدرت التعليمات الآتية: إدارة الشركة و مركزها هو الرياض و مدرتها مئة سنة ابتداء من شهر بيع الثاني سنة 1365 هجري ما لم يطرأ عليها ما يوجب حلها قبل موعدها، تحديد قيمة السهم الواحد بمائة ريال و تحدد كمية الأسهم المباعة لكل فرد من واحد إلى 100 سهم.[4]

### أبريل
- 5: تعلن بلدية الطائف لأصحاب المباني في داخل البلدة بمنع الحفريات بالشوارع والطرقات أو وضع بقايا البناء في الشارع، كما يمنع ربط الدواب والأبقار في عموم الطرقات والأزقة و يحظر إلقاء القمامة بعد مرور عملة التنظيفات وعليهم وضعها في صناديق بجوار أبواب حوانيتهم.[5]

- 6: قيام جامعة الدول العربية في الدورة العادية الثالثة لها بإصدار القرار رقم 44 بشأن تعديل المعاهدة الصحية الدولية فيما يتعلق بإجراءات الحُجّاج الصحية.[6]

### مايو
- 3: إصدار تعديل على نظام التقاعد المادة 207 من نظام الموظفين العام شملت استثناء الوزراء المفوضين، حينها يستفيد الموظفون السعوديون من أحكام نظام التقاعد على أن يدفعوا العائدات التقاعدية، بينما نصت المادة الثانية على أن الموظفون الغير سعوديون لا يستفيدون من نظام التقاعد، كما تطبق أحكام المادة (37) من نظام التقاعد على الحجاب والاذنين و أمثالهم من المستخدمين السعوديين في المفوضات والقنصليات.[7]
- 10: افتتاح مدرسة الشرطة بالعاصمة أبوابها مع تخصيص 75 ريال راتبًا شهريًا لكل طالب و يشترط للقبول أن يكون من رعايا الجنسية السعودية و أن يكون صحيح الجسم و أن يكون من حملة الشهادات الابتدائية على الأقل.[8]

### يوليو
- 19: مرسوم ملكي من الملك عبدالعزيز بن عبدالرحمن الفيصل بشأن تنشيط أعمال البلديات من ناحية توريد واستهلاك الغاز بالموافقة على توريد الغاز الأبيض وبيعه في المملكة و حصر حقوق البيع لأمانة العاصمة بالإضافة لمنح الأمانة الصلاحية تقرير سعر البيع و توريد و خزن كمية كافية منه في البلاد كما يصرف الايراد على المشاريع التي تنوي أمانة العاصمة القيام بها في مكة المكرمة.[9]

- 26: تغيير اسم مؤسسة الماء للبحث والمداولة إلى اسم المقاصد الخيرية مع بقاء نفس الأعمال والمهام السابقة كمهمة إنشاء دار للأيتام أو مستشفى أو اصلاحيات أو مدارس أو أي عمل خيري.[10]
- 26: مدرسة جيزان الأميرية تقيم حفل ضخم بحضور أمير جيزان و كافة كبار رجال الدولة و العلماء والأدباء والأعيان وقد بدأ الحفل بتلاوة للقرآن ثم أُلقيت قصيدة من الأديب محمد بن أحمد عيسى وتبعه الأستاذ السيد محمد السنوسي.[11]

### أغسطس
- 2: نشر أسماء المتبرعين لإنشاء مستشفى جلالة الملك المعظم في مكة المكرمة ومنهم الأمير عبدالعزيز السديري و عبدالله السديري و جبر البينمان و عبدالرحمن و محمد الشليانين و عبدالمجيد خطاب و عبدالله بن سويلم و آخرون.[12]
- 2: اعلان نتيجة اختبار الشهادة الابتدائية لعام 1364 هـ - 1365 هـ في المدرسة العزيزية و المدرسة الرحمانية و مدرسة دار التوحيد بالطائف والمدرسة السعودية و المدرسة الفيصلية و المدرسة السعودية بالطائف و مدرسة رابغ و مدرسة جدة و مدرسة ينبع و مدرسة أبها و مدرسة شقراء و مدرسة الاصطياف.[13]
- 16: صدور نظام استخدام الموظفين الصحيين في المملكة العربية السعودية شاملًا كيفية اختيار الموظفين و تحديد الراتب و الاختصاص و الترقية و الواجبات و الإجازات العادية و المرضية والأمومة و تفقدات السفر وبدل الانتداب و المحاكمة والعقوبات وقد تم تعريف كلمة موظف صحي كل ما يشمل الأطباء و أطباء الأسنان والبياطرة و الصيادلة القانونيون و مساعدو الصيادلة و مساعدو المخابر الفنيون والقابلات والممرضون والممرضات الفنيون و المأمورون الصحيون والممرضون المتمرنون. [14]
- 16: افتتاح شارع الأمير فيصل في مكة المكرمة وقد قامت مديرية الأوقاف العامة ببنائه.
- 16: كارثة حريق وقعت بدار آل عرب بمدينة الطائف قضت على ثمانية أشخاص و آخرين مصابين بحالة خطرة, كما قضت النيران على القصر المكون من خمس طوابق بكامل أثاثه و خشبه وقد نتجت أغلب الوفيات والإصابات بسبب رمي النساء والأطفال أرواحهم من الطوابق العلوية فتكسرت أضلعهن و أصبن برضوض مختلفة تسببت لبعضهن بالوفاة.[15]

### سبتمبر
- 6: الأمير سعود بن عبدالعزيز ولي العهد يتبرع لمشروع إيصال الماء إلى جدة بمبلغ 100 ألف ريال بالإضافة إلى مشاريع خيرية أخرى بالحجاز.[16]

## مواليد
- فيصل بن فهد بن عبد العزيز آل سعود، الرئيس العام لرعاية الشباب سابقاً، وهو الابن الأكبر لـ فهد بن عبد العزيز آل سعود.
- عبد الرحمن بن سعود بن عبد العزيز آل سعود، رئيس نادي النصر (السعودية) سابقاً.
- فيصل بن بندر بن عبد العزيز آل سعود، أمير منطقة الرياض.
- سراج عمر، موسيقي وملحن.
- عبد العزيز الحماد، فنان تشكيلي وممثل.

## وفيات
- عبد الله بن متعب بن عبد العزيز الرشيد، الحاكم الحادي عشر في إمارة آل رشيد في حائل (و. 1906).